# Sulfur de gal·li(II)
El sulfur de gal·li(II) és un compost químic de sofre i gal·li amb fórmula GaS. La forma més habitual conté cations tetravalents, Ga₂4+, amb dos àtoms de gal·li enllaçats i separats 248 pm. Aquesta estructura és semblant a la que hom troba en el tel·lurur de gal·li(II), el selenur de gal·li(II) i el selenur d'indi(II).És estable i pot sublimar a 900-950 oC en el buit.

## Preparació
S'obté per reacció directa dels elements en proporcions estequiomètriques escalfant la mescla en el buit: